# Takeo Takahashi
Takeo Takahashi (Tokyo, 31 maggio 1947) è un ex calciatore giapponese, di ruolo attaccante.

## Biografia
È nato con il nome di Takeo Kimura, tuttavia quando si sposò decise di cambiare il suo cognome adottando quello della moglie, da allora è conosciuto come Takeo Takahashi.

## Statistiche

### Presenze e reti nei club
| Stagione | Squadra                  | Campionato | Campionato | Campionato |
| Stagione | Squadra                  | Comp       | Pres       | Reti       |
| -------- | ------------------------ | ---------- | ---------- | ---------- |
| 1966     | Furukawa Electric        | JSL        | 10         | 6          |
| 1967     | Furukawa Electric        | JSL        | 13         | 15         |
| 1968     | Furukawa Electric        | JSL        | 12         | 6          |
| 1969     | Furukawa Electric        | JSL        | 14         | 6          |
| 1970     | Furukawa Electric        | JSL        | 13         | 6          |
| 1971     | Furukawa Electric        | JSL        | 14         | 3          |
| 1972     | Furukawa Electric        | JSL1       | 8          | 3          |
| 1973     | Furukawa Electric        | JSL1       | 9          | 2          |
|          | Totale Furukawa Electric |            | 93         | 47         |
| 1979     | Toshiba                  | JSL2       | ?          | ?          |
| 1980     | Toshiba                  | JSL2       | ?          | ?          |
| 1981     | Toshiba                  | JSL2       | ?          | ?          |
| 1982     | Toshiba                  | JSL2       | ?          | ?          |
|          | Totale Toshiba           |            | ?          | ?          |